# Centese Calcio 1985-1986
Questa voce raccoglie le informazioni riguardanti la Centese Calcio nelle competizioni ufficiali della stagione 1985-1986.

## Rosa
| N. |                   | Ruolo | Calciatore         |
| -- | ----------------- | ----- | ------------------ |
|    | Italia (bandiera) | P     | Carmine Amato      |
|    | Italia (bandiera) | D     | Fabrizio Artioli   |
|    | Italia (bandiera) | C     | Michele Benfenati  |
|    | Italia (bandiera) | C     | Gianfranco Bramini |
|    | Italia (bandiera) | A     | Roberto Cesati     |
|    | Italia (bandiera) | A     | Edoardo Cleto      |
|    | Italia (bandiera) | D     | Giancarlo D'Astoli |
|    | Italia (bandiera) | C     | Roberto De Ponte   |
|    | Italia (bandiera) | D     | Franco Farneti     |
|    | Italia (bandiera) | C     | Giordano Ferioli   |

| N. |                   | Ruolo | Calciatore          |
| -- | ----------------- | ----- | ------------------- |
|    | Italia (bandiera) | P     | Alessandro Frignani |
|    | Italia (bandiera) | A     | Stefano Grimaldi    |
|    | Italia (bandiera) | D     | Rossano Mocci       |
|    | Italia (bandiera) | C     | Andrea Ramponi      |
|    | Italia (bandiera) | C     | Fabrizio Tardini    |
|    | Italia (bandiera) | D     | Guido Tosi          |
|    | Italia (bandiera) | D     | Corrado Tovani      |
|    | Italia (bandiera) | C     | Carlo Venè          |
|    | Italia (bandiera) | A     | Luca Vinci          |
|    | Italia (bandiera) | C     | Aurelio Zamparutti  |